# Služnik (arhitektura)
Služnik (nemško Dienst) (tanki paličasti členi ob steni ali slopu) je ime za gradbeni element gotske sakralne arhitekture. To je tanek polsteber, v preseku polovica, četrtina ali tričetrt kroga, in je eden od sestavnih delov snopastega stebra ali pilastra (francosko fascicule).
Služnik običajno poteka od dna, preko celotne mase zidu vse do oboka, kjer preide v rebro – nosilec oboka. Služnik zato vizualno in konstrukcijsko deluje kot eden od najpomembnejših elementov notranjosti gotske sakralne arhitekture, posebej poudarjajoč tipično gotsko vertikalnost volumna in konstrukcije.
Izraz se je prvič pojavil v tedenskih obračunih praške stolnice 1372/78 kot »dinst« in ga je v literaturi o zgodovini stavbarstva uvedel Georg Gottfried Kallenbach leta 1843/45.